# Жулинський Микола Григорович
Мико́ла Григо́рович Жули́нський (нар. 25 серпня 1940, с. Новосілки (тепер с. Набережне) Демидівський район, Рівненська область) — український літературознавець і політик. Директор Інституту літератури імені Тараса Шевченка НАН України.
Президент Міжнародного громадського об'єднання «Волинське братство», голова Наглядової ради Волинського національного університету імені Лесі Українки.
Доктор філологічних наук (1981). Директор Інституту літератури ім. Т. Г. Шевченка НАН України, академік НАН України.
Голова Комітету з Національної премії України імені Тараса Шевченка у 2008–2010 рр.
Почесний академік Національної академії мистецтв України (2017).
Голова Комітету наукової термінології НАН України.

## Життєпис
Народився у багатодітній селянській родині (7 дітей). Про своє дитинство згадував:
«Я весь час виживав і ніколи не жив нормально. Післявоєнне дитинство — це постійний, невтолимий голод… Я не люблю праці на землі… Як згадаю, що треба перекопати величезний город (50 соток)… Потім з жахом дивишся на бур'яни — треба сапати. Корову чимось годувати. З 8-го по 10-й клас я майже не вчився, бо зранку йшов шукати дрова, щоб протопити в хаті, бо інакше мати не дасть їсти, а ввечері принести соломи для корови з колгоспу. Вкрасти».
1960–1962 — вчитель 8-річної школи, с. Озерськ (Дубровицький район, Ровенська область).
«Там не було ні світла, ні радіо, ні газет, ні пристойного клубу. Тільки величезне озеро і на все село три прізвища — Сірко, Пляшко і Петрович. Два роки чесно відпрацював, але хотів якось вирватися, вчитися далі… Хотів бути письменником, журналістом, для цього треба було в обов'язковому порядку вступити в партію»..
1962 року закінчив Дубнівське педагогічне училище.
«Поступив в Дубнівське педучилище, бо мій старший брат вирішив мене якось прилаштувати. Я там вчився тому, що училищу треба було набрати духовий оркестр і на жовтневі свята пройти центральною вулицею».
Згодом переїхав до Луцька.
«Приїхав в Луцьк і треба було пристосуватися до міського життя. Навчився танцювати чарльстон, носив вузенькі штани, що поки стягнеш — упрієш. Розмовляв з дівчатами російською мовою, видавав себе за міського…».
1962–1963 — робітник промкомбінату, Волинський облжитлопостачторг.
1963–1965 — підсобний робітник, слюсар Луцького електроапаратного заводу.
1965–1968 — трубозгинальник Ленінградського суднобудівного заводу.
«Поїхав в Ленінград, бо хотів там учитися. Цілий місяць ходив і не міг влаштуватись на роботу, бо не мав прописки. Ледве зумів влаштуватися на суднобудівний завод і три роки там пропрацював… Ленінград дуже багато мені дав, бо я там займався самоосвітою. Важко працював, але вечорами обов'язково ходив у філармонію, до театру. Чи не щонеділі — в Маріїнку, слухав оперу. Сиджу — нічого особливого не відчуваю, думаю: аби не задрімати… А все-таки вперто все одно ходжу на виставки, філармонічні концерти… По декілька разів обійшов усі ленінградські музеї. Біля кожної картини стояв, багато читав, об'їздив передмістя — Павловськ, Петергоф, Пушкіно… Із мужицькою послідовністю вивчав світову культуру, принаймні наблизився до її розуміння. Хоча, безперечно, я залишився багато в чому неофітом, як багато хто з мого покоління»..
1968 року закінчив Київський університет ім. Т. Шевченка (факультет журналістики).
З 1968 — в Інституті літератури ім. Т.Шевченка НАН України: аспірант (1968–1971), молодший науковий працівник, вчений секретар, з 1978 — заступник директора з наукової роботи, з 1991 — директор інституту.
Лютий — листопад 1992 — державний радник України з питань гуманітарної політики, голова колегії Державної думи України.
Жовтень 1992 — серпень 1994 — віце-прем'єр-міністр України з питань гуманітарної політики.
Народний депутат України 2-го скликання (1994–1998). Голова підкомітету з питань творчої діяльності, мистецтва, мовної та культурно-просвітницької політики Комітету з питань культури і духовності. Член групи «Конституційний центр».
30 грудня 1999 р. — 29 травня 2001 р. — віце-прем'єр-міністр України.
Народний депутат України 4-го скликання (2002–2006) від блоку В. Ющенка «Наша Україна». Голова підкомітету з питань охорони історико-культурної спадщини Комітету з питань культури і духовності.
В 2006 році виходить з фракції «Наша Україна» і переходить до фракції «ПППУ».
Грудень 2006 — листопад 2008 — позаштатний радник Президента України.
Листопад 2008 — липень 2010 — голова Комітету з Національної премії України імені Тараса Шевченка. Звільнений після низки скандалів [Архівовано 24 вересня 2015 у Wayback Machine.].

## Наукова та громадська робота
Кандидатська дисертація: «До питання про історичний оптимізм радянської літератури» (Інститут літератури ім. Т. Шевченка АН України, 1972)
Докторська дисертація: «Художня концепція людини і проблема характеру у сучасній радянській літературі» (Київський університет ім. Т.Шевченка, 1981).
Член Спілки письменників України (з 1977 р.), член президії Ради, з 1998 р. — секретар НСПУ.
Заступник голови правління Товариства дружби з українцями за кордоном «Україна», член Української всесвітньої координаційної ради.
1989 — один із ініціаторів створення Міжнародної асоціації україністів.
Член редколегії журналів «Київ», «Київська старовина», «Слово і час».
Очолював редколегію Зводу пам'яток історії та культури України.
Володіє польською, німецькою мовами.
На початку 2000-х років вийшла його книжка «Слово і доля», у ній здійснено систематизований, ґрунтовний аналіз творчості українських письменників від Григорія Сковороди до Василя Стуса.

## Родина
Батько — Григорій Лук'янович (1908–2008).
Мати — Серафима Григорівна (1898–1958).
Дружина — Галина Степанівна (1947 р. н.), голова правління кредитної спілки «Турбота» до 2014 року. Звільнена рішенням Зборів кредитної спілки через звинувачення у розкраданні понад 25 мільйонів гривень [Архівовано 4 березня 2016 у Wayback Machine.]. Свою провину визнала [Архівовано 4 березня 2016 у Wayback Machine.]. 16 вересня 2013 року засуджена до 5 років позбавлення волі Шевченківським районним судом міста Києва (вирок залишений без змін 27 січня 2015 року).
Дочка — Олеся (1974 р. н.), юрист; директор із зв'язків з громадськістю, компанія «Кока-Кола Беверіджис Україна Лтд».

## Відзнаки
- Орден князя Ярослава Мудрого 5-го ступеня (2009);
- Орден князя Ярослава Мудрого 4-го ступеня (2016)[8];

- Орден «За заслуги» ІІІ ступеня (1997);
- Орден «За заслуги» І ступеня (2000);
- Командорський Хрест 2 ступеня почесного знаку «За заслуги перед Австрійською Республікою» (2005)[9];
- Державна премія України в галузі науки і техніки 2014 року — за роботу «Історія української культури» у п'яти томах (у дев'яти книгах) (у складі колективу)[10]

У листопаді 1993 р. Світовий конгрес вільних українців відзначив М. Жулинського найвищою нагородою закордонних українців — медаллю Св. Володимира за видатний внесок у наукову і політичну діяльність.
Лауреат Республіканської премії ім. О. Білецького в галузі літературно-художньої критики (1978), Державної премії України ім. Т. Шевченка (за книгу «Із забуття — в безсмертя», 1991), премії Фундації Омеляна і Тетяни Антоновичів (1994).
Міжнародна літературна премія імені Григорія Сковороди «Сад божественних пісень».
У 2000 році отримав звання почесного професора НаУКМА.
15 жовтня 2009 року вдостоєний звання «Почесний доктор Київського національного університету імені Тараса Шевченка».
Медаль «Олександра Довженка» (2018) — за книжку «Моя друга світова» та визначний внесок в українську літературу.
Лауреат Літературної премії фундації Івана Багряного, 2019.
Лауреат Рівненської обласної літературної премії імені Валер'яна Поліщука (1990).

## Книги
Автор понад 700 статей, оглядів, рецензій. Серед книг:
- Юність моя — комсомолія (1971)
- Пафос життєствердження (1974)
- Людина як міра часу (1979)
- Человек в литературе (1983)
- Наближення (1986)
- Із забуття — в безсмертя (1991)
- Подих третього тисячоліття (1991)
- Вірю в силу духа (1999)
- Заявити про себе культурою (2001)
- Олег Ольжич і Олена Теліга (2001)
- Слово і доля (2002)
- Духовна спрага по втраченій батьківщині (2002)
- Поминаймо в скорботі, але не в гніві. Українсько-польський конфлікт на Волині 1943–1944 рр. (2003)
- Високий світоч віри. Голодомори в Україні та роман Василя Барки «Жовтий князь» (2003)
- То твій, сину, батько! Українська душа — на Голгофі XX століття (2005)
- Віктор Ющенко: випробування владою (у співавторстві) (2005)
- Відстані (2006)
- Він знав, «як много важить слово…» (2008)
- Нація. Культура. Література: національно-культурні міфи та ідейно-естетичні пошуки української літератури (2010)